# Coppa Italia 2020-2021 (calcio a 5 femminile)
La Coppa Italia 2020-2021 è stata la 20ª edizione della manifestazione. La competizione si sarebbe dovuta giocare dal 25 al 28 marzo 2021 con la sola Final Eight, ma a causa del numeroso ammontare di partite rinviate si è deciso di allargare la partecipazione a tutte le formazioni di Serie A. Il turno preliminare si è quindi svolto tra il 23 e il 28 marzo 2021, mentre la final eight si è tenuta tra il 23 e il 26 aprile, in concomitanza con la final eight di Coppa Italia maschile

## Formula
Il torneo si è svolto con gare a eliminazione diretta di sola andata. In aggiunta alla fase finale, la formula di quest'edizione prevedeva un turno preliminare: le prime sei squadre classificate al completamento delle gare del girone di andata erano qualificate di diritto alla Final Eight, mentre le restanti quattro hanno partecipato al turno preliminare.

## Squadre qualificate
Sono iscritte d'ufficio le società partecipanti al campionato nazionale di Serie A. Le prime 6 al completamento delle gare del girone di andata sono qualificate d'ufficio alla Final Eight, mentre le restanti si sono scontrate nel turno preliminare.
| Final Eight | Final Eight     | Turno preliminare | Turno preliminare   |
| 1           | Falconara       | 7                 | Bisceglie           |
| 2           | Pescara         | 8                 | Cagliari            |
| 3           | Real Statte     | 9                 | Pelletterie Firenze |
| 4           | Lazio           | 10                | Rovigo Orange       |
| 5           | Kick Off        |                   |                     |
| 6           | Città di Capena |                   |                     |

## Turno preliminare
Gli abbinamenti sono stati predeterminati prima dell'inizio della competizione in base alla posizione in classifica occupata dalle società al termine del girone di andata. Il turno preliminare si disputa in gara secca in casa della squadra meglio classificata al completamento delle gare del girone d'andata: passa il turno la squadra che segnerà più reti. In caso di parità al termine dei tempi regolamentari si sarebbero disputati due tempi supplementari di 5' ciascuno, al termine dei quali, in caso di perdurante parità, si sarebbero svolti i tiri di rigore.
| Squadra 1 | Risultato | Squadra 2           |
| --------- | --------- | ------------------- |
| Bisceglie | 3 - 2     | Rovigo Orange       |
| Cagliari  | 1 - 2     | Pelletterie Firenze |

| Arbitri: | Andrea Frau (Carbonia) Gian Paolo Orrù (Oristano) |
| Crono:   | Marco Navarra (Carbonia)                          |

|                |           |                             |
| Congiu 33'03'’ | Marcatori | 2'48'’ Diodato 4'51'’ Gomez |

| Arbitri: | Domenico Donato Marchetti (Lanciano) Lorenzo Di Guilmi (Vasto) |
| Crono:   | Tommaso Traetta (Molfetta)                                     |

|                                         |           |                              |
| Taina 7'34'’, 27'29'’ Matijevic 35'12'’ | Marcatori | 4'33'’ Longato 8'10’ Troiano |

## Fase finale

### Regolamento
Le gare si svolgevano con formula a eliminazione diretta. In caso di parità al termine dei tempi regolamentari nelle sfide dei quarti e delle semifinali si sarebbero svolti direttamente i tiri di rigore, mentre nella finale, in tal caso, sarebbero stati svolti prima due tempi supplementari.

### Sorteggio
Il sorteggio per la final eight si è tenuto il 3 aprile alle 13 ed è stato trasmesso sui canali social della Divisione Calcio a 5, insieme a quello delle final eight delle altre categorie. Le squadre sono state divise in due gruppi: nel gruppo A figuravano le 4 squadre prime classificate al termine del girone d'andata, nel gruppo B le restanti 2 qualificate di diritto e le 2 provenienti dal turno preliminare. Le squadre del gruppo A sono state sorteggiate in posizione 1 di ogni quarto di finale, le squadre del gruppo B sono state sorteggiate in posizione 2.
| Gruppo A | Gruppo A    | Gruppo B            |
| 1        | Falconara   | Kick Off            |
| 2        | Pescara     | Città di Capena     |
| 3        | Real Statte | Bisceglie           |
| 4        | Lazio       | Pelletterie Firenze |

### Avvenimenti
A seguito di numerosi casi di positività al COVID-19 accertate in data 21 aprile, la società Kick Off, come da regolamento, viene esclusa dalla competizione. Di conseguenza la squadra che avrebbe dovuto affrontare la società lombarda, ovvero il Falconara, ottiene la vittoria a tavolino.

### Tabellone
|  | Quarti di finale | Quarti di finale    | Quarti di finale |             |           | Semifinali | Semifinali | Semifinali |  |  | Finale | Finale | Finale |  |
|  |                  |                     |                  |             |           |            |            |            |  |  |        |        |        |  |
|  | 4                | Lazio               | 5                |             |           |            |            |            |  |  |        |        |        |  |
|  | 4                | Lazio               | 5                |             |           |            |            |            |  |  |        |        |        |  |
|  |                  | Pelletterie Firenze | 1                |             |           |            |            |            |  |  |        |        |        |  |
|  |                  | Pelletterie Firenze | 1                | Lazio       | Lazio     | 5          |            |            |  |  |        |        |        |  |
|  |                  |                     |                  | Lazio       | Lazio     | 5          |            |            |  |  |        |        |        |  |
|  |                  |                     | Real Statte      | Real Statte | 1         |            |            |            |  |  |        |        |        |  |
|  | 3                | Real Statte         | Real Statte      | Real Statte | 1         | 8          |            |            |  |  |        |        |        |  |
|  | 3                | Real Statte         |                  |             |           |            |            |            |  |  |        |        |        |  |
|  |                  | Città di Capena     | 5                |             |           |            |            |            |  |  |        |        |        |  |
|  |                  | Città di Capena     | 5                | Lazio       | Lazio     | 1          |            |            |  |  |        |        |        |  |
|  |                  |                     |                  |             |           |            |            |            |  |  |        |        |        |  |
|  |                  |                     | Falconara        | Falconara   | 5         |            |            |            |  |  |        |        |        |  |
|  | 1                | Falconara (w/o)     | Falconara        | Falconara   | 5         | 6          |            |            |  |  |        |        |        |  |
|  | 1                | Falconara (w/o)     |                  |             |           |            |            |            |  |  |        |        |        |  |
|  |                  | Kick Off            | 0                |             |           |            |            |            |  |  |        |        |        |  |
|  |                  | Kick Off            | 0                | Falconara   | Falconara | 3          |            |            |  |  |        |        |        |  |
|  |                  |                     |                  | Falconara   | Falconara | 3          |            |            |  |  |        |        |        |  |
|  |                  |                     | Pescara          | Pescara     | 1         |            |            |            |  |  |        |        |        |  |
|  | 2                | Pescara             | Pescara          | Pescara     | 1         | 6          |            |            |  |  |        |        |        |  |
|  | 2                | Pescara             |                  |             |           |            |            |            |  |  |        |        |        |  |
|  |                  | Bisceglie           | 0                |             |           |            |            |            |  |  |        |        |        |  |

### Quarti di finale
| Arbitri: | Natalia Bernardino (Terni) Valentina Zavanelli (Parma) |
| Crono:   | Francesco Cocco (Parma)                                |

|                                                                     |           |             |
| Vanessa 2'21'’, 4'36'’ Grieco 12'33'’ Beita 18'01'’ Taninha 30'53'’ | Marcatori | 9'51'’ Duco |

| Arbitri: | Krizia Zucchiatti (Tolmezzo) Letizia Puzzonia (Terni) |
| Crono:   | Nicola Carbonari (Pesaro)                             |

| |           |                                                         |
| Valeria 6'29'’ Renatinha 10'21'’, 25'04'’, 25'40'’, 26'29'’, 35'48'’ Boutimah 12'10'’ Mansueto 29'13'’ | Marcatori | 3'05'’, 21'20'’ Fuhrmann 12'51'’, 22'10'’, 36'02'’ Neka |

| Arbitri: | Sara Lucia (Aosta) Claudia Lozzi (Roma 2) |
| Crono:   | Mirko Cino (Modena)                       |

|                                                                                       |           |  |
| Ortega 0'47'’ D'Incecco 11'07'’ Amparo 11'33'’, 20'55'’, 30'04'’ Belli 17'54'’ (rig.) | Marcatori |  |

| Rimini | Falconara | 6 – 0 (w/o) referto | Kick Off | RDS Stadium |

### Semifinali
| Arbitri: | Stefania Candria (Teramo) Carlotta Filippi (Bergamo) Stefano Mestieri (Finale Emilia) |
| Crono:   | Andrea Colombo (Modena)                                                               |

|                                                           |           |                   |
| Vanessa 11'47'’, 12'29'’, 36'35'’ Grieco 15'05'’, 25'12'’ | Marcatori | 31'08'’ Renatinha |

| Arbitri: | Olga De Giorgi (Modena) Silvia Volonterio (Como) Francesco Sgueglia (Finale Emilia) |
| Crono:   | Alessandro Ghetti (Bologna)                                                         |

|                                          |           |              |
| Dal'maz 12'01'’, 34'04'’ (rig.), 36'43'’ | Marcatori | 6'27'’ Belli |

### Finale
| Arbitri: | Elena Lunardi (Padova) Alessandra Carradori (Roma 1) Gianluca Gentile (Roma 1) |
| Crono:   | Stefano Parrella (Cesena)                                                      |

| |            | |
| Siclari 37'46'’ | Marcatori  | 12'13'’, 14'24'’ Taty 14'15'’ Marta 28'14'’ Guti 35'23'’ Nona |
| · Maria Fontana Mascia · Cecilia Barca · 13'18'’, 34'33’ Beita Fernandez De La Vega · Taninha Sousa · Vanessa Pereira · Arianna Tirelli · Valentina Siclari · Georgia Fernandes Balardin · Lisiane Buzignani · Catarina Pinheiro · Denise D'Angelo · 24'01'’ Alessia Grieco | Formazioni | Angelica Dibiase Taty Sofia Luciani Isabel De Outerio Pereira Rafaela Dal'maz Gioia Marcelli Carmen Gutierrez Marta Penalver Ramon Nona Navarro Saez Serena Blenkus Sara Giuliani Erika Ferrara |
| Daniele Chilelli | Allenatori | Massimiliano Neri |

## Classifica marcatori
| Gol |  |  | Giocatore            | Squadra         |
| --- |  |  | -------------------- | --------------- |
| 6   |  |  | Renatinha            | Real Statte     |
| 5   |  |  | Vanessa Pereira      | Lazio           |
| 3   |  |  | Amparo López Jiménez | Pescara         |
| 3   |  |  | Rafaela Dal'maz      | Falconara       |
| 3   |  |  | Alessia Grieco       | Lazio           |
| 3   |  |  | Neka                 | Città di Capena |
| 2   |  |  | Federica Belli       | Pescara         |
| 2   |  |  | Taina Dos Santos     | Bisceglie       |
| 2   |  |  | Maria Laura Fuhrmann | Città di Capena |
| 2   |  |  | Taty                 | Falconara       |

| Gol |  |  | Giocatore                  | Squadra             |
| --- |  |  | -------------------------- | ------------------- |
| 1   |  |  | Sara Boutimah              | Real Statte         |
| 1   |  |  | Anna Congiu                | Cagliari            |
| 1   |  |  | Ersilia D'Incecco          | Pescara             |
| 1   |  |  | Roberta Diodato            | Pelletterie Firenze |
| 1   |  |  | Carla Duco                 | Pelletterie Firenze |
| 1   |  |  | Beita Fernandez De La Vega | Lazio               |
| 1   |  |  | Pia Gomez                  | Pelletterie Firenze |
| 1   |  |  | Carmen Gutierrez           | Falconara           |
| 1   |  |  | Alessia Longato            | Rovigo Orange       |
| 1   |  |  | Nicoletta Mansueto         | Real Statte         |
| 1   |  |  | Tomislava Matijevic        | Bisceglie           |
| 1   |  |  | Nona Navarro Saez          | Falconara           |
| 1   |  |  | Marta Penalver Ramon       | Falconara           |
| 1   |  |  | Eva Maria Ortega           | Pescara             |
| 1   |  |  | Valeria Schmidt            | Real Statte         |
| 1   |  |  | Valentina Siclari          | Lazio               |
| 1   |  |  | Taninha Sousa              | Lazio               |
| 1   |  |  | Jessica Troiano            | Rovigo Orange       |